# Emirates SkyCargo
A Emirates SkyCargo (em árabe: الإمارات للشحن الجوي) é uma empresa de transporte aéreo de carga com sede em Dubai, Emirados Árabes Unidos. Iniciou suas operações em outubro de 1985, como uma divisão da Emirates Airlines. A empresa opera voos dedicados a carga para 35 destinos em 15 países a partir do Aeroporto Internacional Al Maktoum e através das rotas da Emirates Airlines.  A A empresa é uma subsidiária do Emirates Group.

## Frota

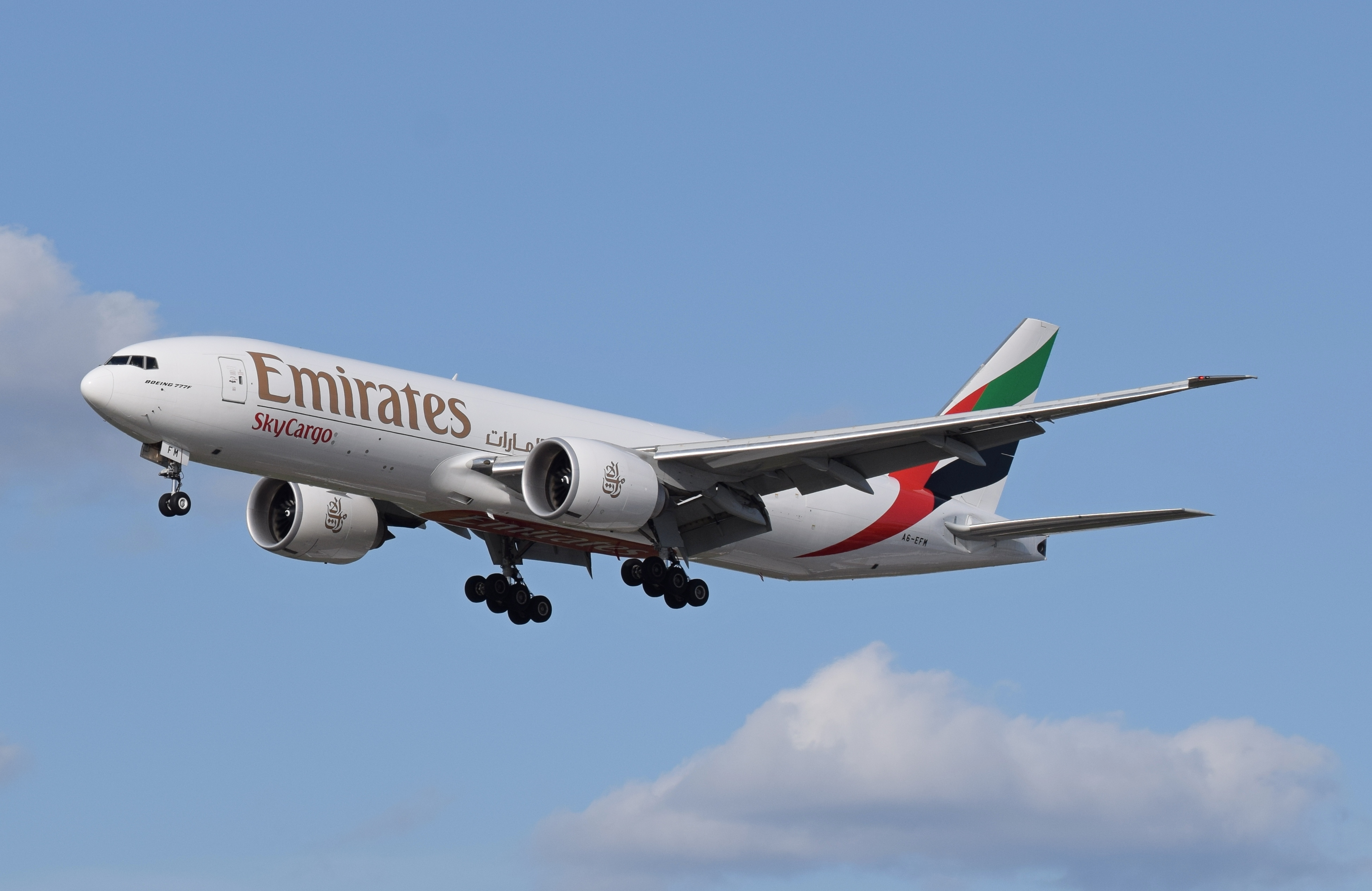
Boeing 777F da Emirates SkyCargo.

A frota da Emirates SkyCargo consiste nos seguintes aviões (em Novembro de 2014):
| Aeronave          | Total | Pedidos | Opções | Capacidade de Carga     | Notas                                               |
| ----------------- | ----- | ------- | ------ | ----------------------- | --------------------------------------------------- |
| Boeing 747-400ERF | 2     | 0       | 0      | 117 000 kg (260 000 lb) | operado pela TNT Airways (com as cores da Emirates) |
| Boeing 777F       | 12    | 2       | 0      | 103 000 kg (230 000 lb) |                                                     |
| Total             | 14    | 2       | 0      |                         |                                                     |